# Anather
Anather, Anat-Her ali Anat-Har bi lahko bil prvi vladar Šestnajste egipčanske dinastije,  ki je vladal v drugem vmesnem obdobju v delu Spodnjega Egipta kot vazal hiških kraljev Petnajste dinastije. Nekaj egiptologov, med njimi Kim Ryholt in Darrel Baker, se s tem ne strinjajo in menijo, da je bil  Anather  kanaanski poglavar, sodobnik močne Dvanajste egipčanske dinastije. Drugi, med njimi Nicholas Geoffrey Lempriere Hammond, trdijo, da je bil princ iz Petnajste dinastije.
Ime Anat-Her pomeni Anat je zadovoljna. Anat je bila semitska boginja, kar kaže, da je bil Anat-Her kanaanskega porekla.

## Dokazi
Anather je dokazan na dveh skarabejskih pečatih. Eden od njiju je izdelan iz lojevca in izvira morda iz Bubastisa v Nilovi delti. Na Torinskem seznamu kraljev, ki je bil sestavljen v ramzeškem obdobju in služi predvsem kot zgodovinski vir za vladarje iz drugega vmesnega obdobja, Anatherjevega imena ni.

## Vladar, princ ali poglavar

### Vladar
Na pečatih, ki se pripisujejo Anatheru, se naslavlja s heka-časut – Vladar tujih dežel, kot so se naslavljali zgodnji hiški kralji. Jürgen von Beckerath na osnovi njegovega naslova sklepa, da je bil vladar iz Šestnajste dinastije in vazal hiških krljev iz Petnajste dinastije. Razlaga, da so bili vladarji Šestnajste dinastije vazali Petnajste dinastije, je sporna, ker so nekateri egiptologi, vključno z  Ryholtom, Darrellom Bakerjem in  Janine Bourriau, prepričani,  da so bili vladarji Šestnajste dinastije neodvisni kralji Tebanskega kraljestva, ki so vladali od okoli 1650 pr. n. št. do 1580 pr. n. št.

### Princ
Anatherovo ime na nobenem pečatu ni zapisano v kartuši, zato ni nobeneg dokaza, da je vladal kot faraon.  Nicholas Geoffrey Lempriere Hammond je zato predpostavil, da je bil samo hiški princ pod oblastjo vladarjev Petnajste dinastije v Avarisu.

### Poglavar
Glede na to, da Anatherovo ime ni zapisano  v kartuši,  Kim Ryholt  trdi,  da nikoli ni vladal v Spodnjem Egiptu. Ryholtova omenja tudi slog njegovih  pečatov, ki je značilen za Dvanajsto dinastijo in iz tega sklepa, da je bil kanaanski poglavar in sodobnik Dvanajste dinastije, ki je imel trgovske stike z Egiptom. Naslov heka-časut,  ki je bil eden od argumentov, da je Anather spadal v Petnajsto dinastijo, ni zadosten, ker  je bil v rabi tudi Dvanajsti in Štirinajsti dinastiji.